# 児島令子
児島 令子（こじま れいこ、1956年7月17日 - ）は日本のコピーライター。大阪府出身。京都女子大学生活造形学科卒業。

## 略歴・人物
大学卒業後、大阪の企業に勤務する一方で、宣伝会議のコピーライター養成講座を受講し、大阪市内の広告代理店に勤務。その後、フリーに転じ、1986年に内外衣料製品の広告コピーでTCC新人賞を受賞する。
尼崎市総合文化センター結婚式場、同朋舎出版などの企業の広告のコピーを担当。その後1994年からは小野薬品工業の新聞広告のコピーを担当し、TCC部門賞を受賞。関西を拠点に活動するコピーライターでありながら、全国的な知名度を得ると共に、その後も関西を中心にしながら、オッペン化粧品、サントリー、資生堂、松下電器産業、ANA、TOYOTA、タイ国際航空などの企業広告のコピーを担当している。
コピーとしては、女性の視点で、その時々の女性の本音や気分を反映したものが多い。

## 有名なキャッチコピー
- 21世紀 MyCar。（TOYOTA・VITZ）
- 本日の人生に、ヴィッツ。（同上）※宮沢りえがCMに出演。
- ウイスキー飲もう気分。（サントリー・ウイスキー減税キャンペーンCM）
- ココロはコロコロ変わらない。（サントリー・角瓶）※矢沢永吉がCM出演。
- 大人は、とっても長いから（JR東日本）
- なんでもかんでも「いやし系商品」にしちゃだめよ。（松下精工・エステティックシャワー・アビレヴァ）[1]
- 死ぬのが怖いから飼わないなんて、言わないで欲しい。（日本ペットフード）
- 別ヨ（ANA・別冊ヨーロッパツアー）※本上まなみがCMに出演。
- 海外で出会う日本人はだいたい関西人だ！（タイ国際航空）
- あした、なに着て生きていく？（クロスカンパニー・Earth music&ecology）※宮崎あおいがCMに出演。
- 女子 ではなくて、女の子。（同上）
- 愛と革新。（LINEモバイル）

他多数。